# Lolcat

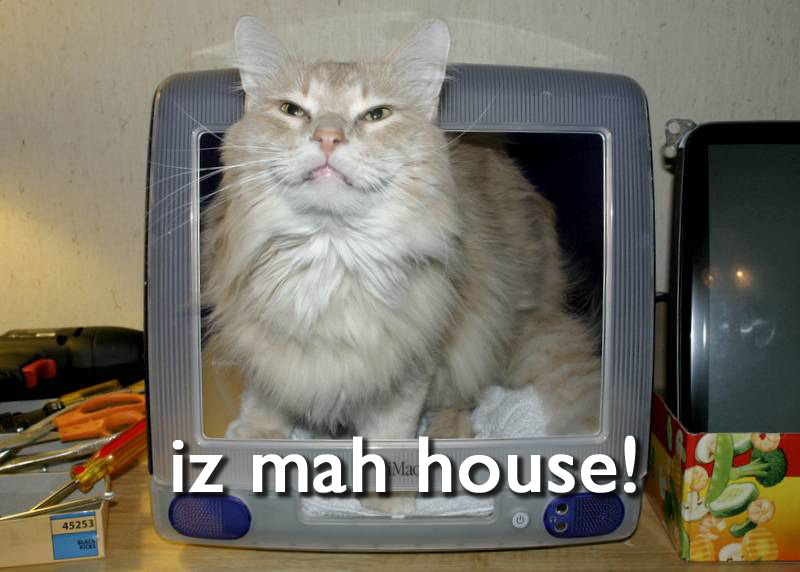
lolcatの一例

lolcat（ロルキャット、あるいはエル・オー・エル・キャット）は、多くの場合ネコの画像にユーモラスで風変わりなキャプションを、正しくない英語で付けたものである。ここで使われる方言はロルスピーク（lolspeak）あるいはキティ・ピジン（kitty pidgin）と呼ばれ、インターネットスラングなどに見られる文法の貧弱な英語のパロディである。

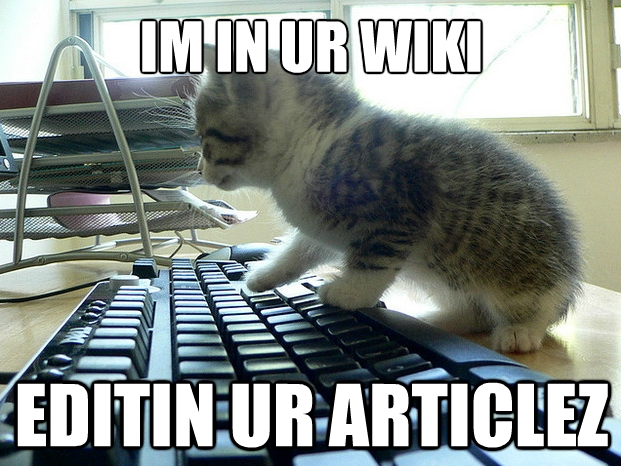
Wikicatと呼ばれる画像

lolcatは笑いを表す頭文字語のLOLと「cat」（ネコ）の複合語である。lolcatはイメージ・マクロ（image macro）の一種であることから、キャット・マクロ（cat macro）とも呼ばれる。lolcatは主に英語圏のウェブでの文化であり画像掲示板やその他のインターネット掲示板で使うために作られている。
「lolcat」という語はタイム誌の表紙に取り上げられ、アメリカ合衆国の国民的なメディアの注目を集めることとなった。同誌では、この種の非商業的な現象は珍しくなってきており、lolcatは明らかに古典的な、1990年代初期のUsenetを思い起こさせるとしている。

## 形式

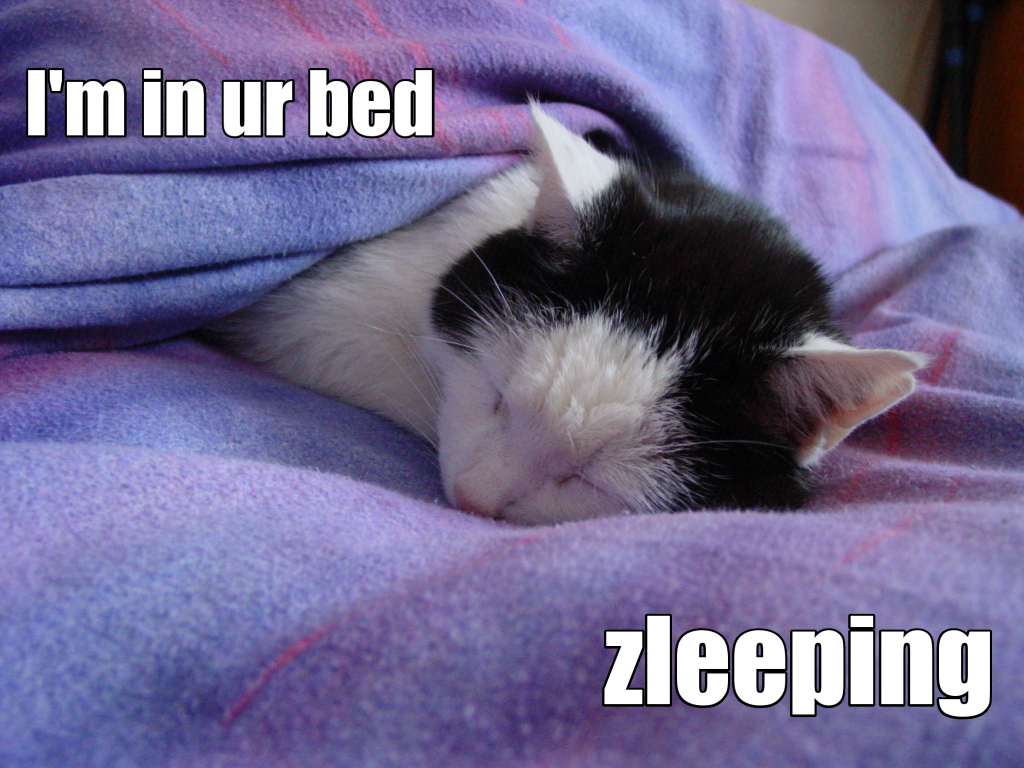
「I'm in ur...」の形式が使われたlolcatの画像

典型的なlolcatの画像は、ネコの画像にサンセリフ（たとえば Arial Black）フォントで大きなキャプションが付けられている。

### 写真
lolcatの画像の多くは、ネコが人間のような行動をしたり、コンピュータに代表される現代的な技術を使ったりしているように見えるようになっている。

### キャプション

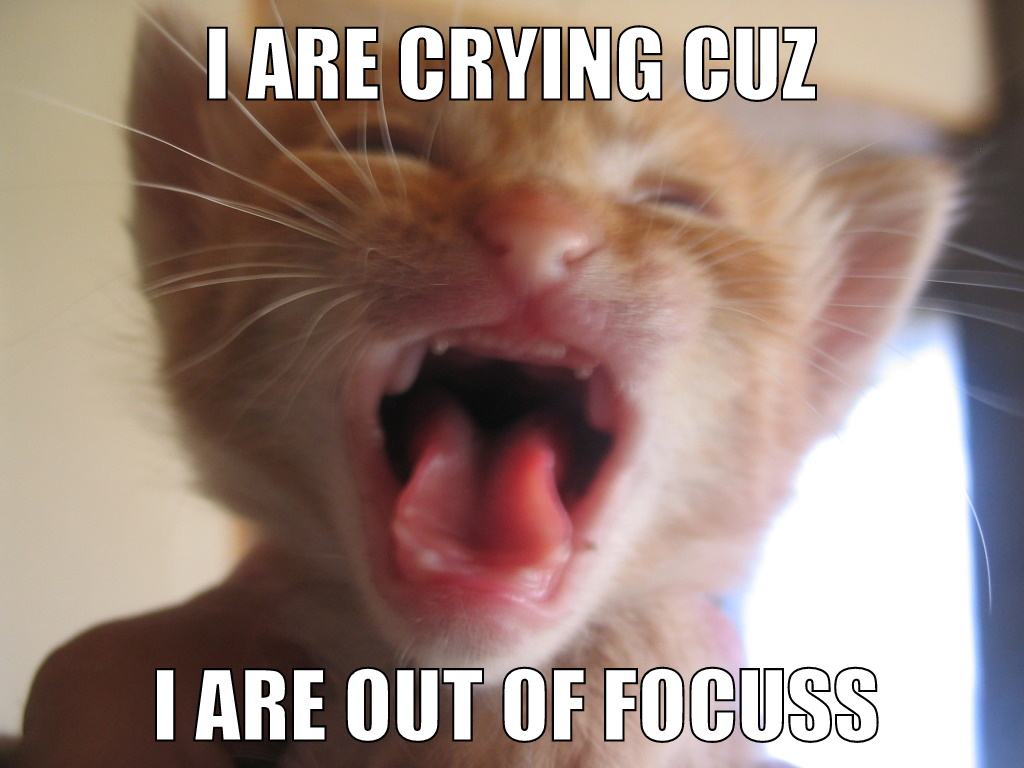

キャプションは画像中のネコの発言を表すか、その状況を説明する。キャプションは意図的に英語の綴りや文法を間違って書かれ、「奇妙な活用形であるが、新しい綴りや活用のルールにおおよそ則った」動詞が用いられる。キャプションの文字は、インターネットスラングに典型的な、文法的に貧弱な方言が使われている。
lolcatのキャプションには決まった言い回しの雛形が使われる。その言い回しの一部は出所の明らかなもので、多くの場合は「All your base are belong to us」や「Do not want」に代表されるインターネット・ミームであるが、そうでないものもある。lolcatのキャプションに使われる方言は、人々が飼いネコに話しかけるときによく用いられる幼児語と似通っている。
よく知られたlolcatの言い回しとして、「Im in ur （名詞）, （動詞）-ing ur （名詞）」（俺はお前の…の中だ。お前の…を…してる）がある。
lolcatのキャプションには、短い単語だけのものもあり、多くの模倣や変種を生み出しよく知られたものとして「Ceiling Cat」や「Fail」、「I Can Has Cheezburger」などがある。

## 歴史

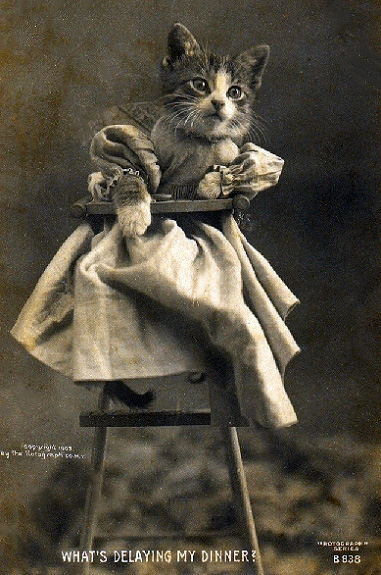
1905年のハリー・ウィッター・フリーズによるネコのポストカード。猫の写真にキャプションをつけた作品で知られ、Lolcatの元祖とも言われる。

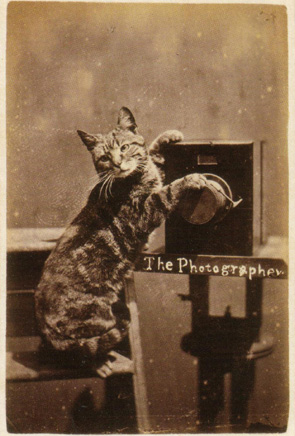
ハリー・ポインター（Harry Pointer、1822-1889）による作品

lolcatが初めて匿名画像掲示板の4chanで見られるようになったのは2005年ごろのことである 。確認できる最初の"lolcat"という語の使用は2006年6月ごろにまでさかのぼり、また"lolcat.com"というドメイン名が登録されたのは同年6月14日である。。lolcatはサムシング・オーフル・フォーラムなどで使われることでその知名度をあげていった。

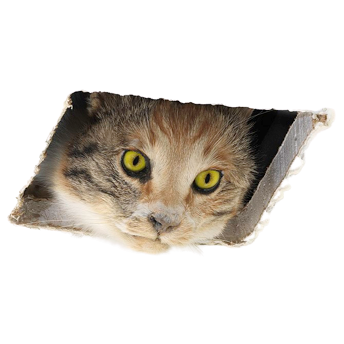
猫が覗く画像

ニュース・ジャーナル（The News Journal）誌は「lolcatの軌跡はウェブサイト4chanにさかのぼり、そこでは土曜日（Saturdays）あるいは『Caturdays』に関する奇妙なネコの画像が使われていた。」としている。更に、それらの画像は「長い間インターネット上でさまざまな異なる名前で使われ続けたが、2007年初頭に「I Can Has Cheezburger?」が登場するまではセンセーションとはならなかった」としている。「I Can Has Cheezburger?」の最初の画像は2007年1月11日に、おそらくサムシング・オーフル・フォーラムに投稿されたものと考えられる。
タイム誌のレヴ・グロスマン（Lev Grossman）は、lolcatの最古の使用例はおそらく2006年までさかのぼるだろうとしたが、後に自身のブログでこれを訂正し、その中で読者から送られたエピソード的証拠を要約して説明するとともに、「Caturday」の起こりや、現在「lolcat」として知られる形式が2005年初期からあったことを掲載した。ドメイン名「caturday.com」は2005年4月30日に登録されている。

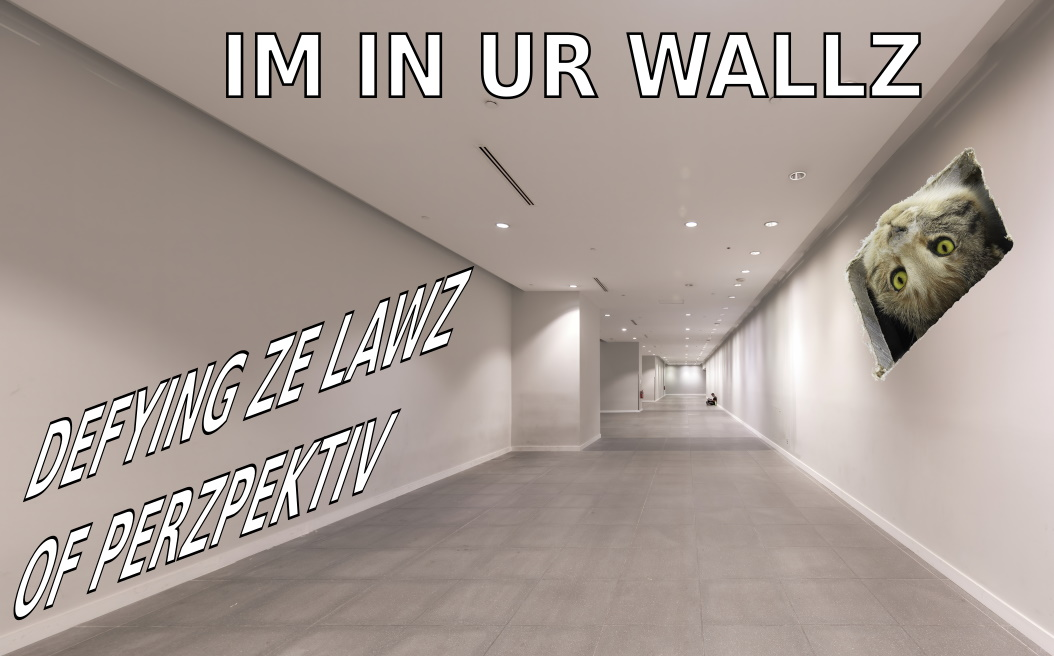
上記画像のパロディ作品

## 派生とパロディ
lolcatのキャプションにつかわれる方言は、ジョーク・プログラミング言語のLOLCODE（LOLCODE）の元となっており、同言語のインタプリタやコンパイラは.NET frameworkやPerlなどで利用できる。

### Ceiling CatとBasement Cat

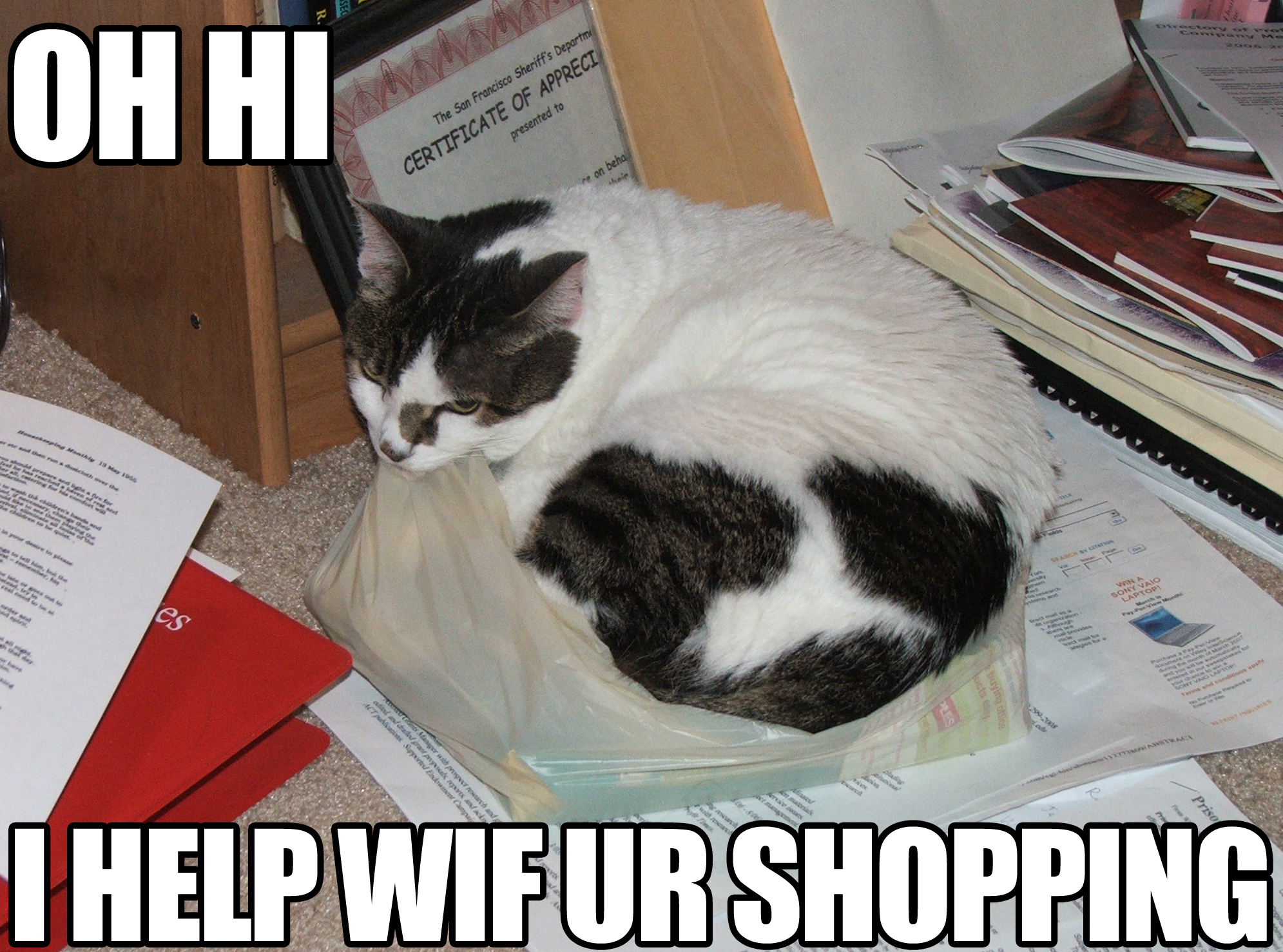

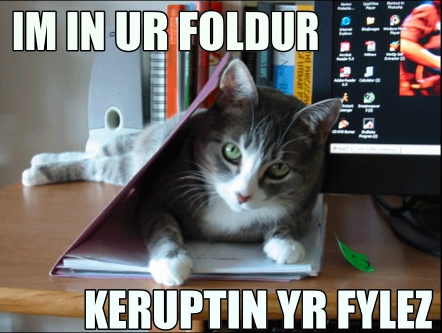
本に挟まる

Ceiling Cat（天井猫）は、インターネット・ミームによって広まったキャラクターである。最初の画像は天井の穴から顔をのぞかせるネコの画像に、「Ceiling Cat is watching you masturbate.」（Ceiling Catはお前のオナニーを見ている。）とのキャプションが付けられたイメージ・マクロである。その後「Ceiling Catはお前の…を見ている。」（…は語尾を-ateとして韻を踏んだ動詞）というキャプション付きで、Ceiling Catの画像を左上隅に配した形式のイメージ・マクロが多数製作された。このキャラクターはLOLCat聖書翻訳プロジェクト（project to translate the Bible to lolspeak、聖書をlolspeakに翻訳するプロジェクト）にも用いられた。Ceiling CatとBasement Cat（地下猫、地下室に住む黒猫）がlolcatの世界の神とサタンを表しているとされる。

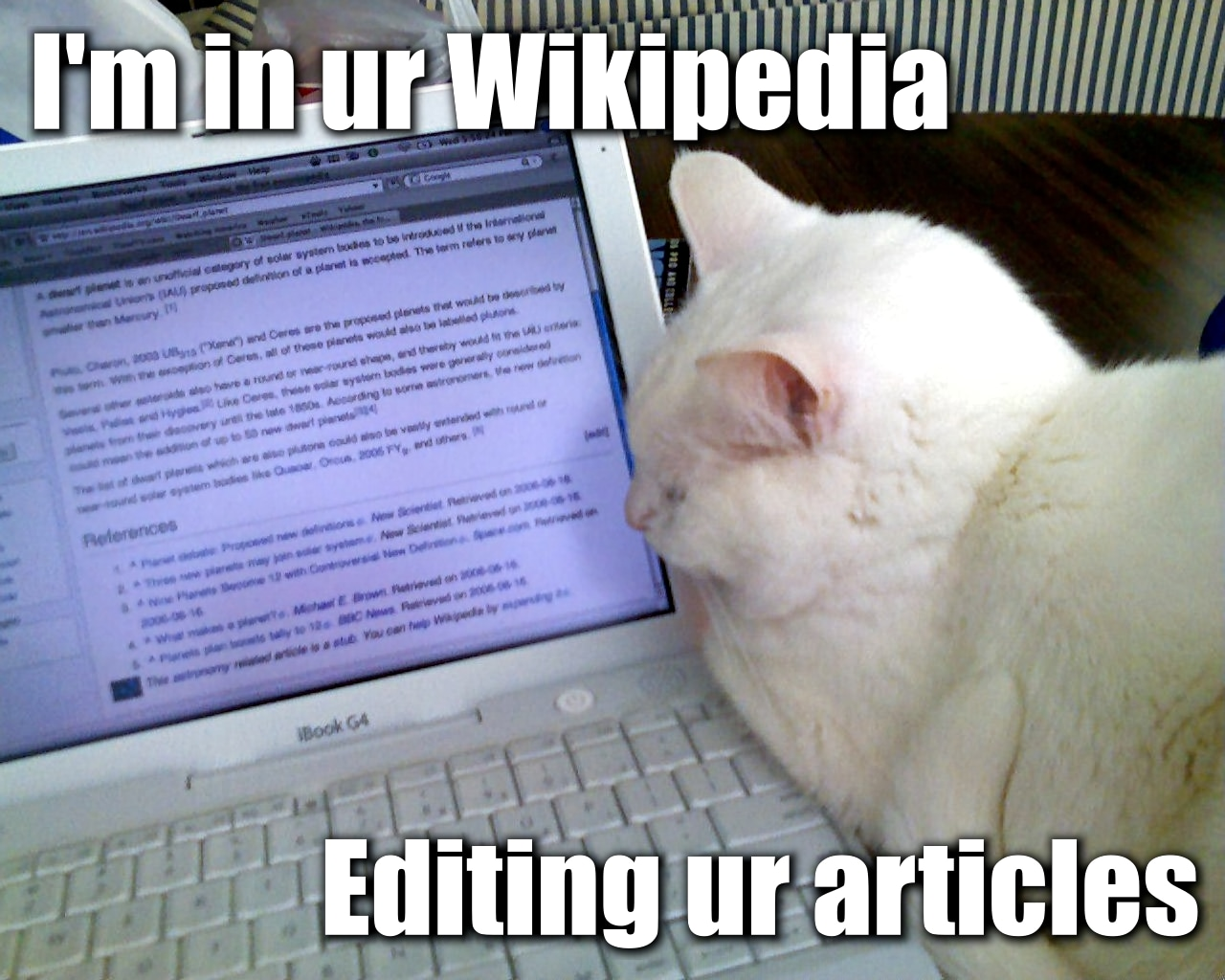
ウィキペディアの記事を見る猫

## 参考文献

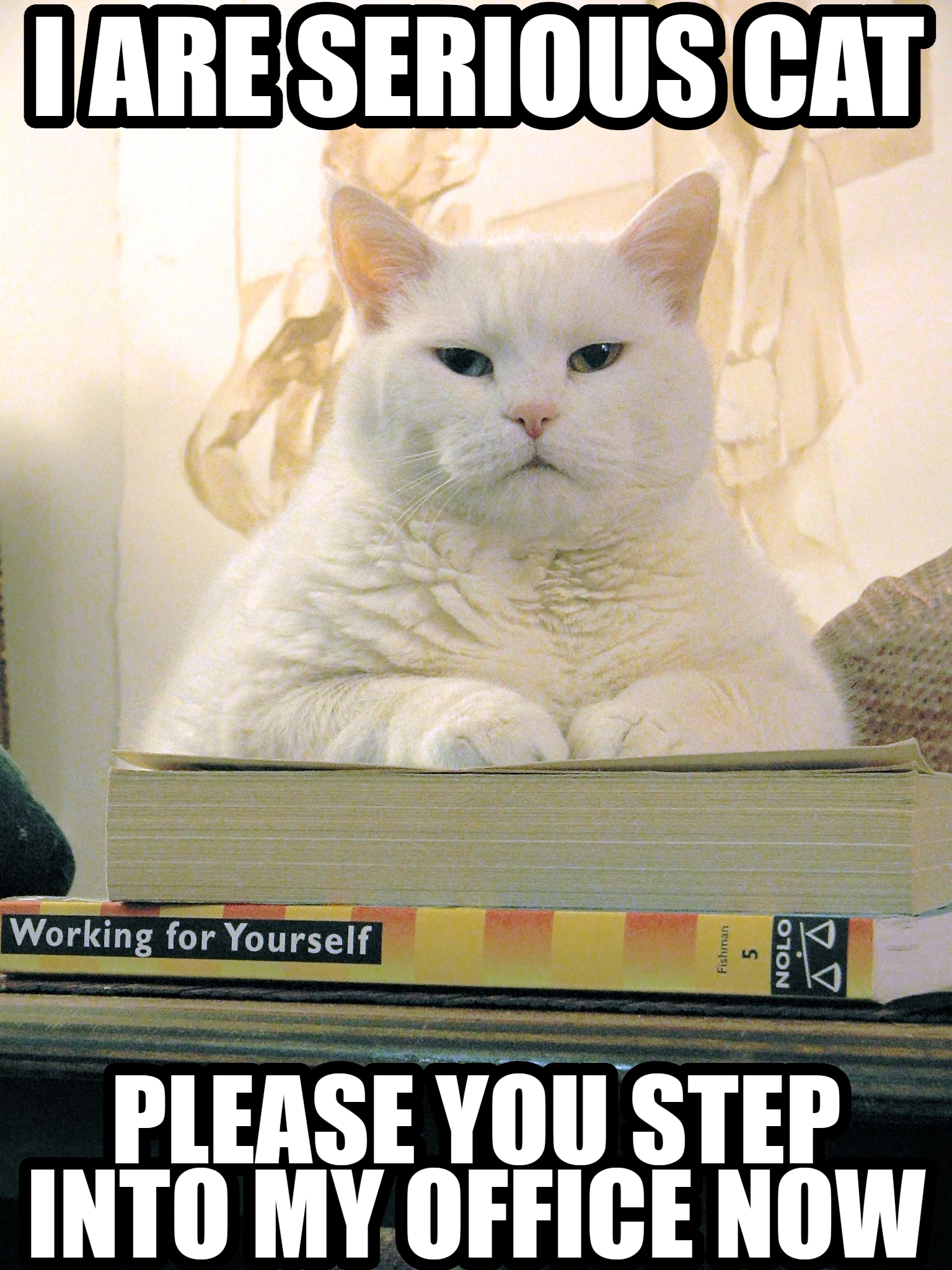